# 금천로 (청도군)
 금천로(Geumcheon-ro)는 경상북도 청도군 금천면 동곡삼거리에서 금천면 갈고개를 잇는 도로이다.

## 주요 경유지
경상북도
- 청도군 (금천면)

## 노선
| 이름            | 접속 노선              | 소재지 | 소재지 | 비고 |
| --------------- | ---------------------- | ------ | ------ | ---- |
| 동곡삼거리      | 국도 제20호선 (청려로) | 청도군 | 금천면 |      |
| 동곡네거리      | 국도 제20호선 (청려로) | 청도군 | 금천면 |      |
| 동곡2 교차로    | 윗동실길               | 청도군 | 금천면 |      |
| 사전1 교차로    | 사전1길                | 청도군 | 금천면 |      |
| 남전교          |                        | 청도군 | 금천면 |      |
| 사전2 교차로    | 사전3길 사전4길        | 청도군 | 금천면 |      |
| 청도온천 교차로 | 사전6길                | 청도군 | 금천면 |      |
| 김전1 교차로    | 김전2길 구복길         | 청도군 | 금천면 |      |
| 김전2 교차로    | 김전3길                | 청도군 | 금천면 |      |
| 구터 교차로     | 구터길                 | 청도군 | 금천면 |      |
| 갈고개 교차로   |                        | 청도군 | 금천면 |      |
| 갈고개          |                        | 청도군 | 금천면 |      |
| 설총로와 직결   |                        |        |        |      |

## 주요 시설및 건물
- CU 청도동곡점 (금천로 23/동곡리 794-2)
- 농협 동청도농협 하나로마트 (금천로 35/동곡리 790)
- 농협 산동농협 본점 (금천로 35/동곡리 790)
- 금천파출소 (금천로 46/동곡리 786-11)
- 농협 청도축산농협 금천지점 (금천로 68/동곡리 662-1)
- CU 청도금천점 (금천로 83/동곡리 400-1)
- 롯데슈퍼 청도금천가맹점 (금천로 83/동곡리 400-1)
- 알뜰 대국주유소 (금천로 585/김전리 35-3)